# 史蒂芬·希利爾
空军上将史蒂芬·希利尔爵士，GCB，CBE，DFC，ADC是一名英國皇家空军將領，前空军参谋长。他于1999年在海湾的行动中赢得了杰出飞行十字勋章，并在伊拉克战争中获得美国铜星勋章。他继续担任第2联队聯隊長，在英國国防部担任信息优势主任，后来担任軍力副國防參謀長。希利尔于2016年7月12日接替安德鲁·普尔福德空军上将担任空军参谋长。

## 服役生涯
1980年11月6日，希利尔被委任为見習空軍少尉，通過初级军官培训後于1981年11月6日升任空军少尉，1982年11月6日晋升为空军中尉。在1991年海湾战争中，他是一名驾驶龙卷风战斗轰炸机的飞行员。他于1991年7月1日晋升为空军少校，并于1996年7月1日晋升为空军中校。1999年10月29日因其在海湾的南方守望行动期间指挥空軍第2陸軍合作中队的行动而獲授杰出飞行十字勋章。 2000年7月1日晋升为空军上校，希利尔成为洛西茅斯皇家空军基地指挥官。随后他在伊拉克战争中服役，并在那里用第2、第12和第617中队提供的飞机指挥龙卷风分队。为此，他于2003年10月31日獲贈美軍铜星勋章。他在2005年1月1日晋升为空军准将之前，还獲頒2005年新年荣誉大英帝国勋章司令勋章。
希利尔在担任国防部战区空域戰力主任之前，于2008年9月晋升为空军少将，出任第二聯隊長。2010年10月，他回到国防部担任信息优势主任， 2012年6月，他晋升为空军中将并且担任軍力副國防參謀長，負責管理英国航母兵力投射计划（Carrier Enabled Power Projection Programme），包括航空母舰、F35B 闪电II式和灰背隼直升机计划；他的任命受到前第一海务大臣威斯特勋爵海军上将的批评。希利尔成为女王伊丽莎白二世的空军侍從官，并于2016年7月12日接替安德鲁·普尔福德空军上将成為空军参谋长。希利尔在2014年新年荣誉中獲頒爵級司令巴斯勋章（KCB）。